# Parafia św. Judy Tadeusza w Starym Chwalimiu
Parafia pw. św. Judy Tadeusza w Starym Chwalimiu – parafia należąca do dekanatu Barwice, diecezji koszalińsko-kołobrzeskiej, metropolii szczecińsko-kamieńskiej. Została utworzona 16 marca 1981. Siedziba parafii mieści się w Starym Chwalimiu pod numerem 51.

## Miejsca święte

### Kościół parafialny
Kościół pw. św. Judy Tadeusza w Starym Chwalimiu.
Pierwotny kościół parafialny został zbudowany w XVIII jako obiekt szachulcowy. Poświęcony dnia 29 czerwca 1946 roku. Obiekt spalił się w 1998 roku, po czym został odbudowany w latach 1998–2006 i konsekrowany 3 września 2006 roku przez bp. Kazimierza Nycza.

### Kościoły filialne i kaplice
- Kościół pw. św. Marii Magdaleny w Lubogoszczu[1]
- Kościół pw. Matki Bożej Różańcowej w Ostrowąsach[1]
- Kościół pw. św. Izydora Oracza w Wielawinie[1]
- Punkt odprawiania Mszy św. w Nowym Chwalimiu[1]